# Cisatra serva
Cisatra serva är en insektsart som först beskrevs av Melichar 1902.  Cisatra serva ingår i släktet Cisatra och familjen Flatidae. Inga underarter finns listade i Catalogue of Life.